# 마스터 앤드 커맨더
《마스터 앤드 커맨더》(영어: Master and Commander)는 패트릭 오브라이언의 소설로, 《오브리 머투린 시리즈》의 첫 작품이다. 2003년 영화화되었다.